# Hyena
Hyena és una pel·lícula neo-noir de thriller criminal britànica del 2014 escrita i dirigida per Gerard Johnson.

## Argument
Michael Logan és un sergent detectiu a Londres, que treballa com a part d'un grup de treball especialitzat al costat dels seus amics i col·legues Chris, Martin i Keith. Les operacions no convencionals i corruptes del grup de treball posen els agents en contacte amb els sindicats de drogues europeus, amb ells feliços de fer els ulls grossos als seus negocis per una retallada o bé optant per confiscar la mercaderia dels proveïdors per al seu propi benefici. Logan es troba amb un contacte d'un càrtel de drogues turc, que està organitzant un enviament a gran escala en el qual ha invertit 100.000 lliures esterlines amb l'esperança d'obtenir un benefici encara millor. No obstant això, durant la reunió el seu contacte és emboscat i atacat per membres d'una banda rival d'albanesos, dirigida pels germans Kabashi, que busquen ampliar el seu poder. Logan es reuneix i pretén oferir als albanesos el mateix servei que els turcs, però no són fàcils de conduir.
Mentrestant, ell i els seus col·legues estan sent investigats pel Departament de Normes Professionals, dirigit per l'inspector detectiu Nick Taylor. Complicant encara més les coses, Logan és secundat del Taskforce a una nova operació dirigida per la unitat antivici, amb l'objectiu d'investigar la implicació dels Kabashi en el tràfic de persones. L'encapçala l'DI David Knight, un antic amic i company de Logan amb qui es va barallar una dècada abans.

## Repartiment
- Peter Ferdinando com el DS Michael Logan, grup de treball de la policia de l'oest de Londres
- Tony Pitts com a Keith, grup de treball de la policia de l'oest de Londres
- Neil Maskell com a Martin, grup de treball de la policia de l'oest de Londres
- Thomas Craig com a DCI Harrison, cap del grup de treball de la policia de West London
- Stephen Graham com a DI David Knight, West London Police CSO14
- Richard Dormer com a DI Nick Taylor, Policia de West London d’afers interns
- Lorenzo Camporese com a DS John Noonan, estàndards professionals de la policia de West London
- MyAnna Buring com a Lisa, una amiga íntima de Michael
- Orli Shuka com a Nikolla Kabashi, un gàngster albanès
- Gjevat Kelmendi com a Rezar Kabashi, un gàngster albanès
- Elisa Lasowski com a Ariana, una dona albanesa traficada pels Kabashi
- Mehmet Ferda com Akif Dikman, un criminal turc

## Llançament
Hyena va ser la pel·lícula d'obertura del Festival Internacional de Cinema d'Edimburg de 2014 i més tard, el 2014, es va projectar al Festival Internacional de Cinema de Toronto.
Tribeca va adquirir els drets nord-americans de la pel·lícula. Es va presentar el 24 d'abril de 2015 com a part del Festival de Cinema de Tribeca.

## Recepció
A l'agregador de ressenyes Rotten Tomatoes, la pel·lícula té una puntuació d'aprovació del 78% basada en 45 ressenyes, amb una puntuació mitjana de 6,1/10. El consens dels crítics del lloc web diu: "Enfonsant-se amb tanta mossegada funesta com el seu homònim, Hyena ofereix una addició fosca, elegant i impressionant al gènere criminal britànic".

### Reconeixements
Hyena va guanyar el premi principal del jurat al Festival de Cinema de Beaune 2015, a la millor pel·lícula a la secció Fantàstic Òrbita del XLVII Festival Internacional de Cinema Fantàstic de Catalunya 2014 i al Les Arcs Film Festival, Peter Ferdinando va guanyar el premi Métronews al millor actor per la seva actuació a Hyena.

## Banda sonora
La banda sonora de Hyena va ser composta i gravada per Matt Johnson sota el sobrenom de The The, la seva banda britànica del gènere post-punk coneguda més recentment per una sèrie de treballs de bandes sonores paral·leles. Matt és el germà de l'escriptor i director Gerard Johnson, i ha aportat la banda sonora a molts dels primers treballs del seu germà, com ara el curtmetratge Mug i el llargmetratge Tony.
La banda sonora és una peça d'encreuament de gènere arrelada en els primers gèneres electrònics i ambient amb una influència centreeuropea per reflectir els orígens dels principals protagonistes vilans.